# Kapelle St. Joseph (Surcasti)

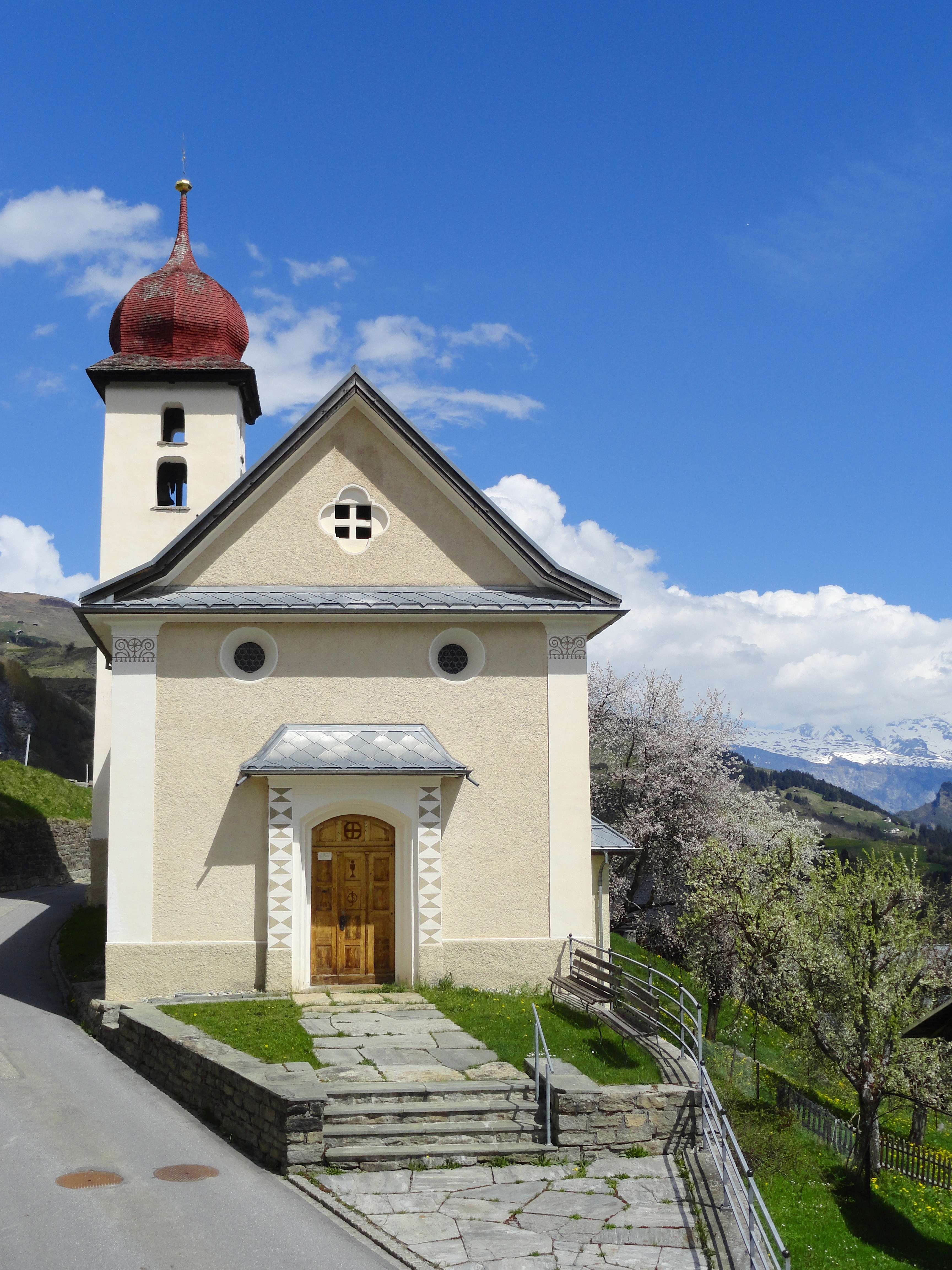
Ansicht von Süden

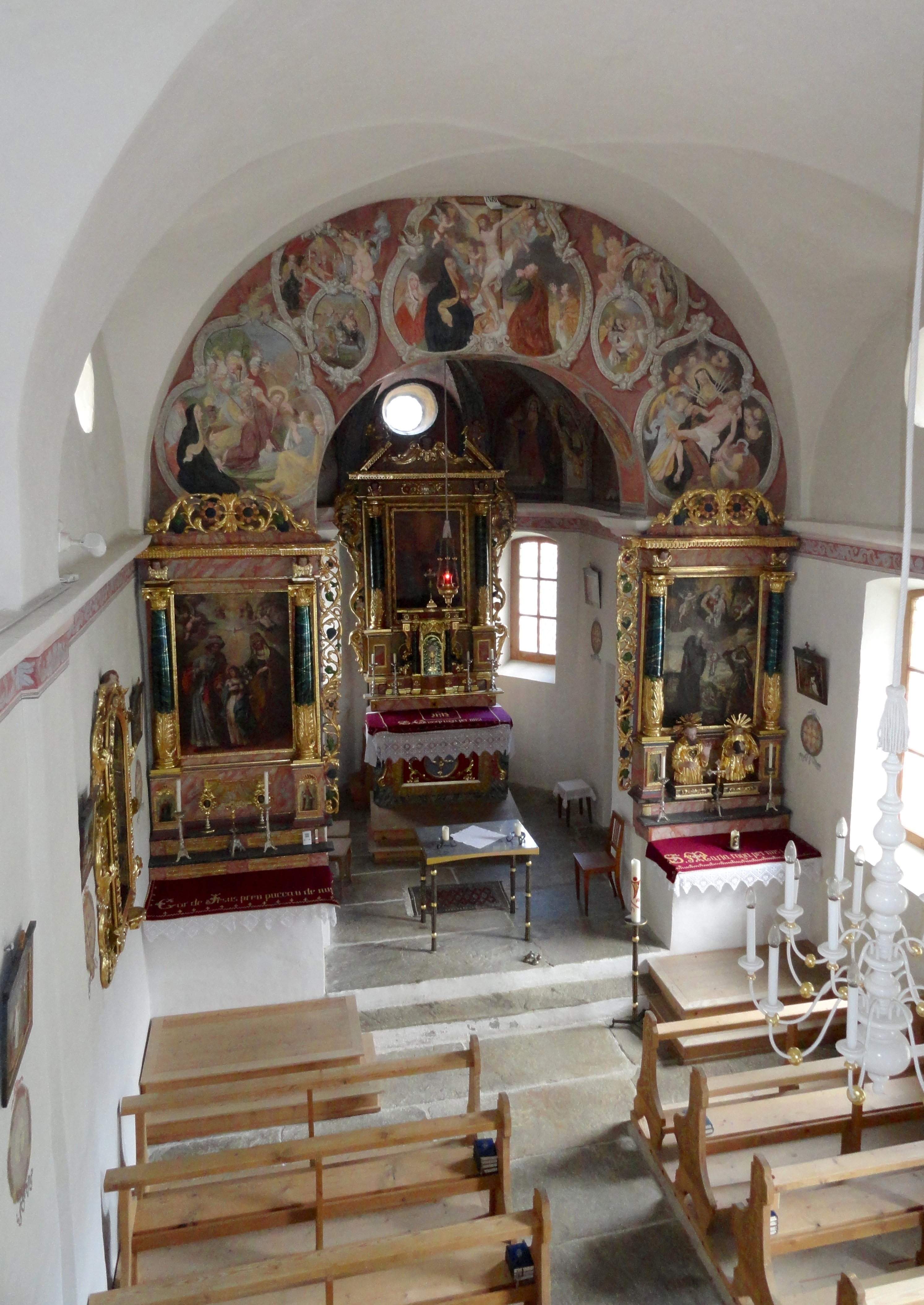
Innenraum

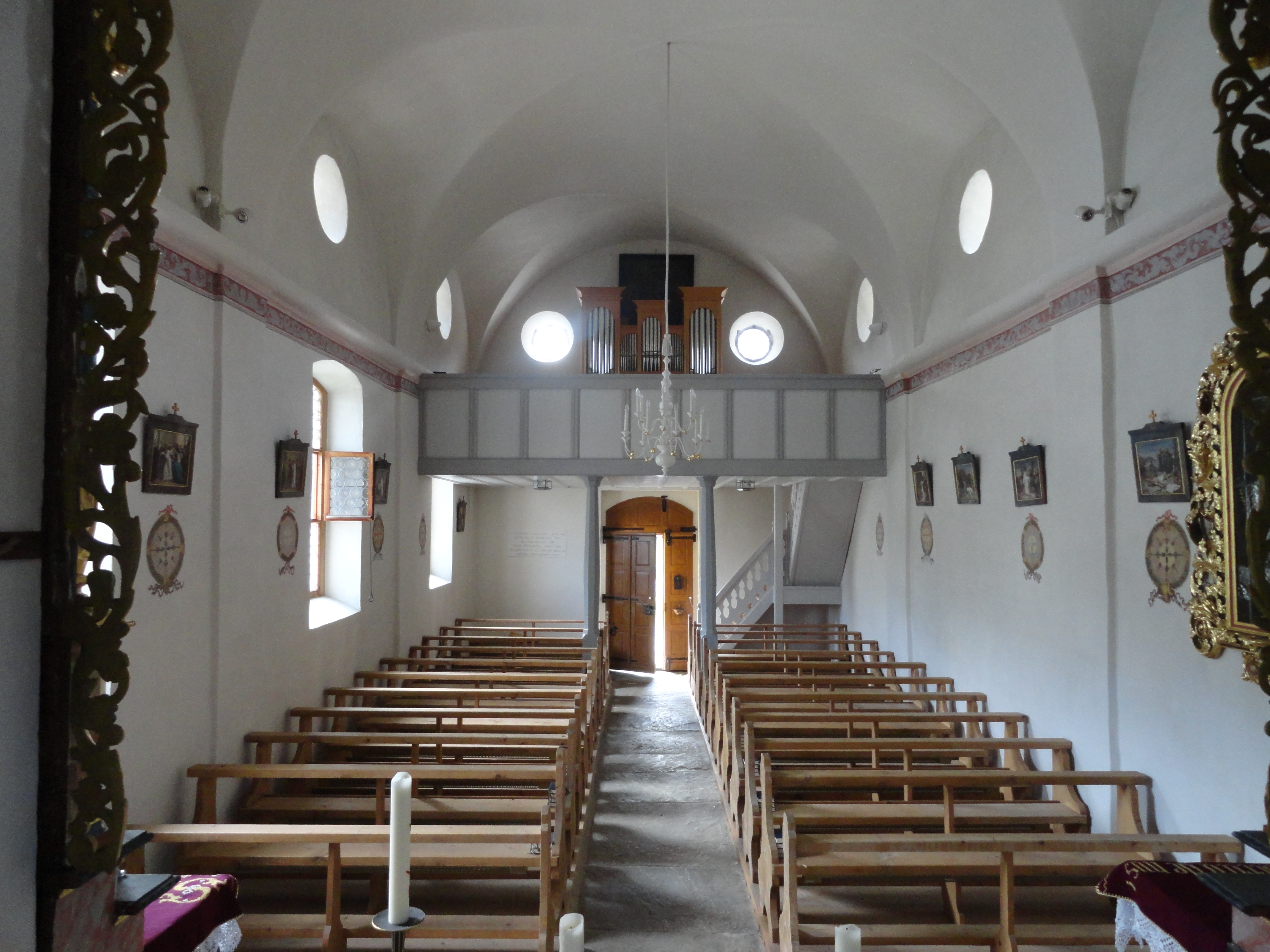
Innenraum gegen Süden

Die römisch-katholische Kapelle St. Joseph steht im Dorf Surcasti im Val Lumnezia im schweizerischen Kanton Graubünden. Sie ist Josef von Nazaret geweiht.

## Bau
Die nach Norden gerichtete Kapelle besteht aus einem knapp 12 Meter langen und 5,20 Meter breiten Schiff ohne Seitenkapellen und einem dreiseitig geschlossenen Chor, der mit einem Tonnengewölbe überdeckt wird. Am 26. Mai 1689 wurde sie konsekriert. 1724 wurde sie durch Jakob Soliva aus Trun ausgemalt.  1928 wurde das Schiff nach Süden hin vergrössert; gleichzeitig wurde eine Gesamtrenovation durchgeführt. Eine weitere Renovation fand 1948 nach einem Brand statt.
Der Turm steht an der Westseite des Chors und trägt eine Zwiebelhaube. Die kleinere der beiden Glocken wurden 1688 von Gaudentz Hempel aus Chur gegossen.

## Inneres

### Bilder
An den Schilden des Chors sind neben Bibelsprüchen aus Matth. 1,18 die Verkündigung an Maria, ihre Vermählung mit Josef und dessen Traum abgebildet. Am Gewölbe die heilige Dreifaltigkeit, Maria und Josef und mehrere Heilige, am Chorbogen eine Darstellung der Sieben Schmerzen Mariens und in der Leibung des Chorbogens der Erzengel Michael, Maria Magdalena und Schutzengel. 
Die Bilder sind an der Innenseite des Chorbogens signiert: «Jacobus Soliva Tronensis [aus Trun] pinxit Anno MDCCXX IIII». Die Bilder wurden 1928 von der Firma Christian Schmidt aus Zürich restauriert. Die Gemälde am Gewölbe des Schiffs sind neueren Datums.

### Altäre
Der hölzerne Hochaltar aus dem Jahr 1647 wurde von Fridolin Eggert gestaltet, von ihm stammt auch das Altarbild von 1694 mit einer Abbildung von Josephs Tod. Die Bilder auf der Epistelseite wurden 1700 von Sigisbert Frey gemalt; sie zeigen Szenen aus dem Leben von Placidus und Sigisbert von Disentis. Wie eine Jahreszahl im Fries zeigt, wurde der Altar 1707 umgebaut. Die Seitenaltäre stammen aus der Zeit um 1700.

### Nische
In einer Nische mit einem geschnitzten Rahmen aus der Zeit um 1700 steht eine Marienfigur. Die Ornamentschnitzerei darunter stammt aus dem Jahr 1692. 

### Empore
Auf der Empore an der Südwand steht eine Orgel mit sechs Registern auf einem Manual und Pedal. Sie wurde als opus 102 erstellt durch Orgelbau Felsberg.

## Galerie

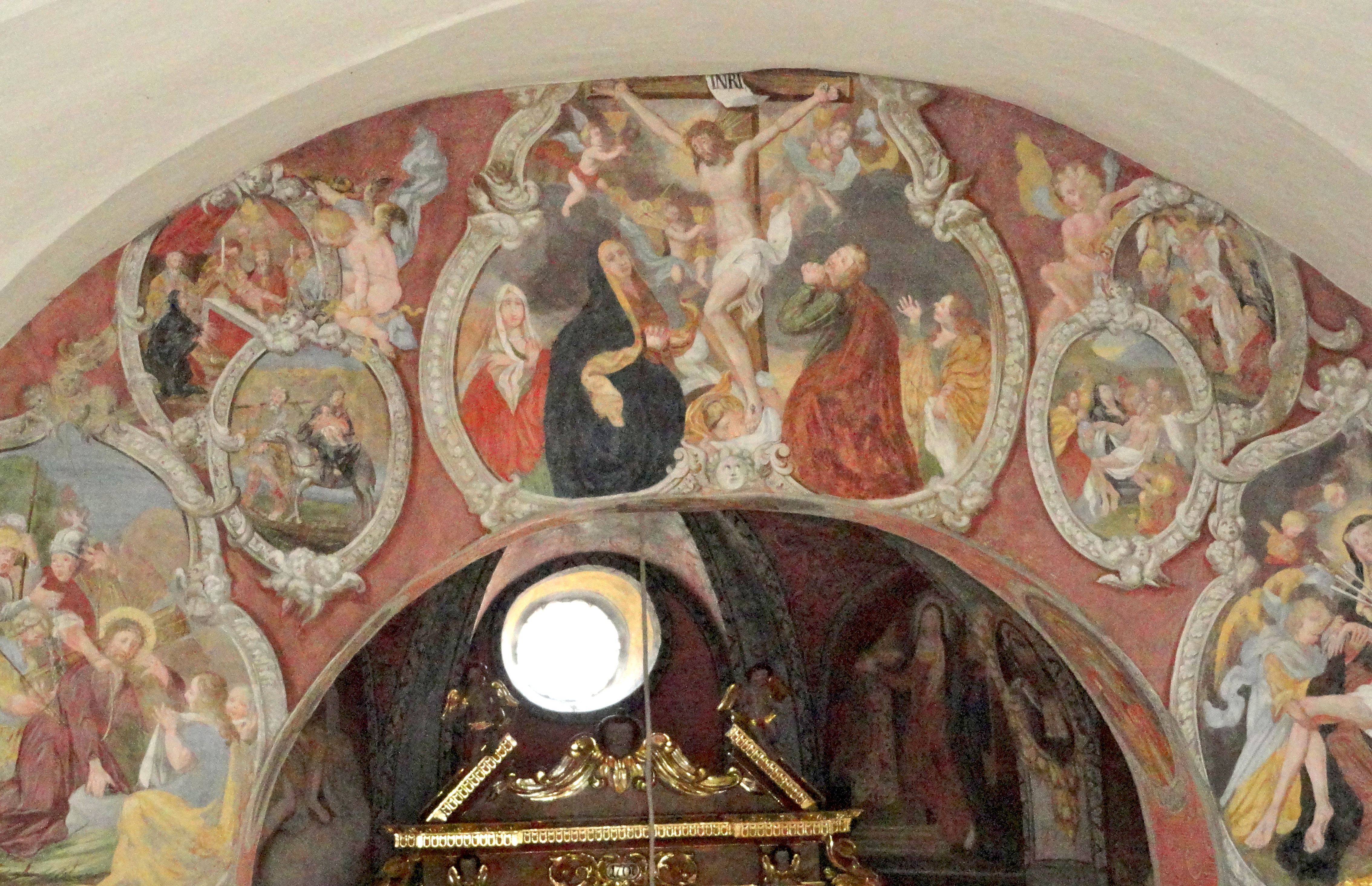
Chorbogen
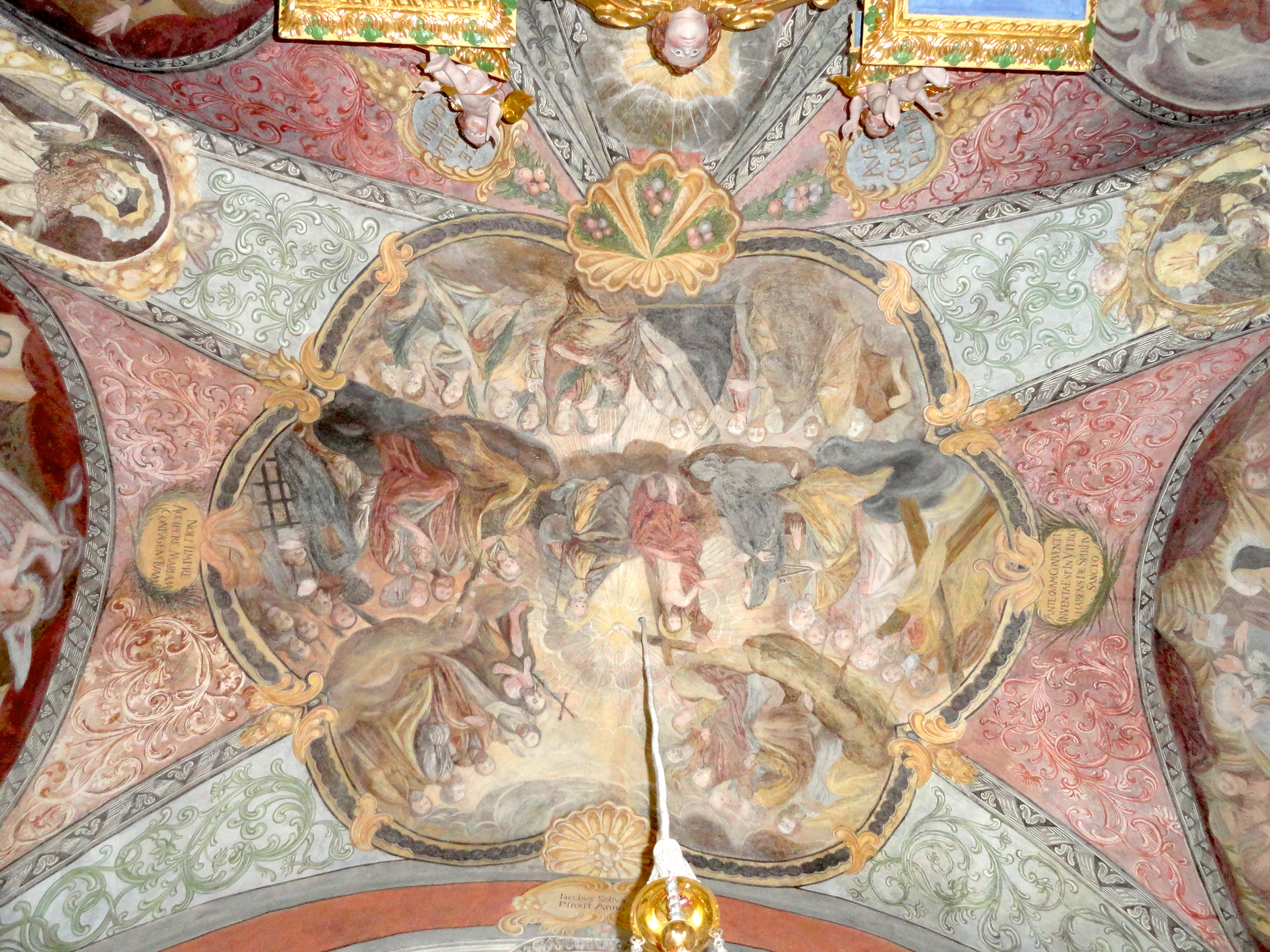
Chorhimmel
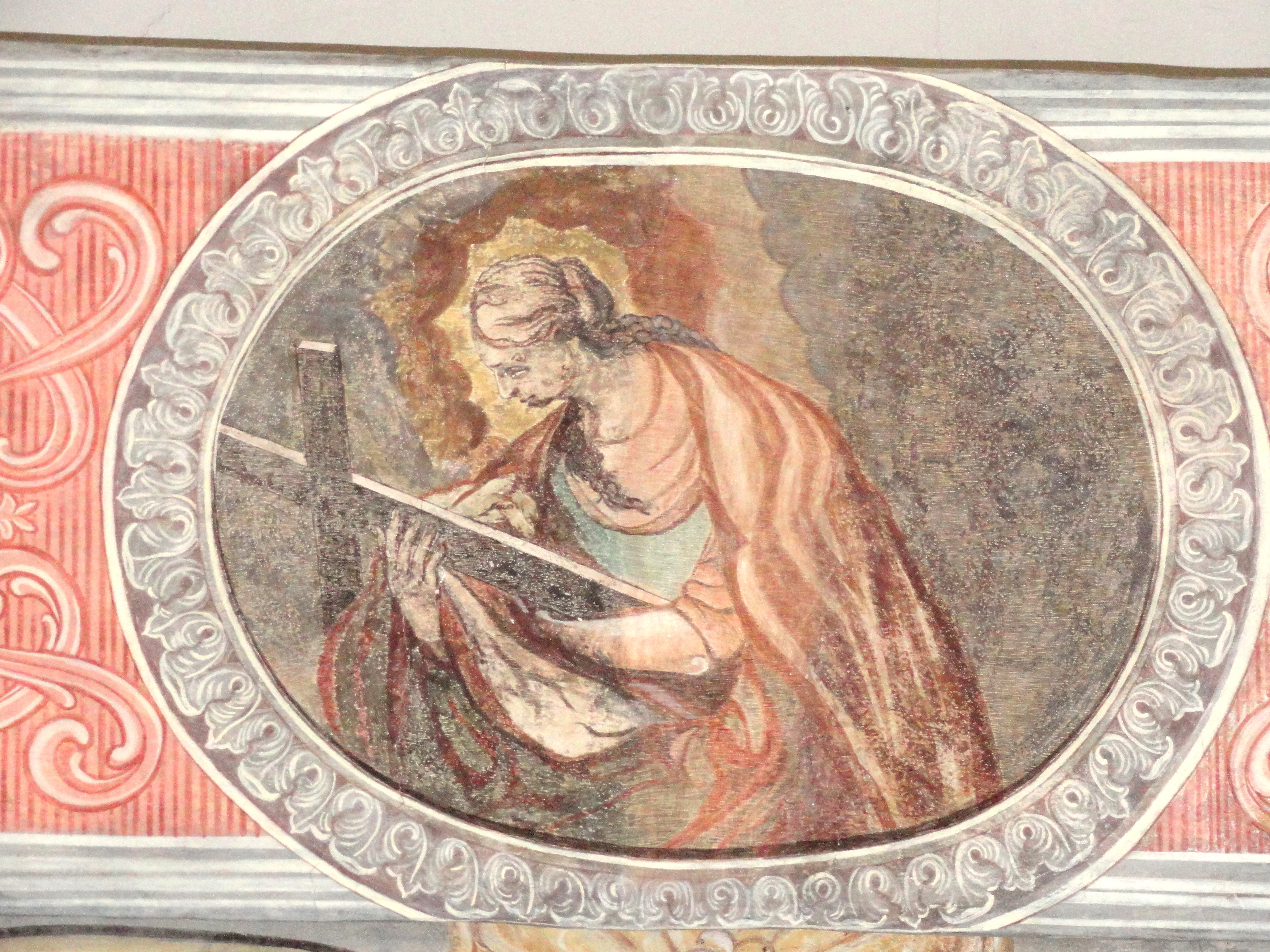
Evangelist in der Chorbogenleibung
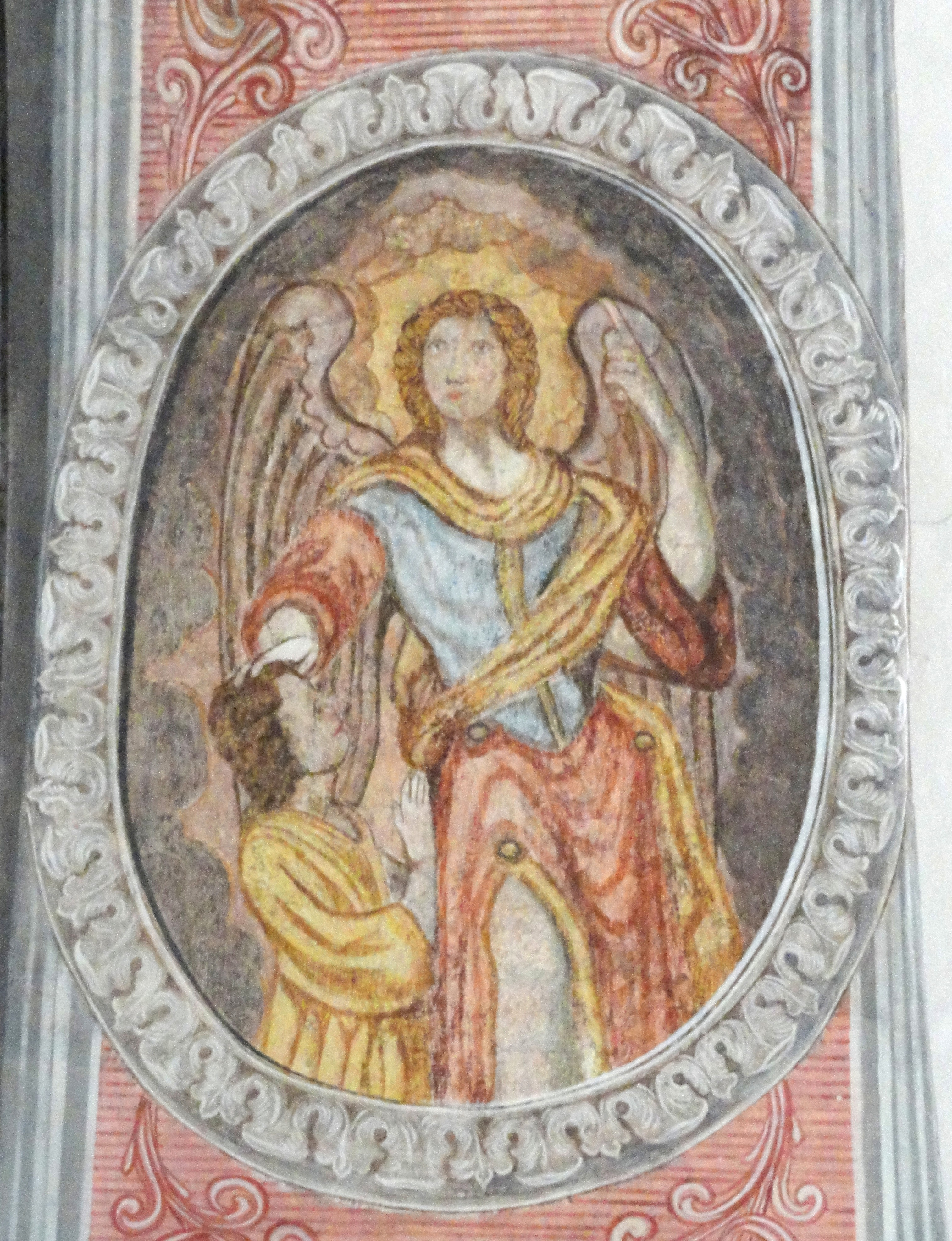
Schutzengel-Darstellung